# Bucida
Bucida é um género botânico pertencente à família Combretaceae.

## Espécies
- Bucida ophiticola, Bisse
- Bucida buceras, bullet tree